# 竹中重治
竹中重治（日语：／ Takenaka Shigeharu，1544年9月27日—1579年7月6日），最初名為重虎，後來改為重治通稱半兵衛，死後法名為深龍水徹。日本戰國時代至安土桃山時代武將。美濃國不破郡菩提山城城主竹中重元之子，西美濃十八將之一，弟弟為竹中重矩，兒子為竹中重門。從兄弟為竹中重利（府內藩初代藩主）。作為羽柴秀吉（後來的豐臣秀吉）的參謀活躍，與同期的黑田官兵衛並稱的二兵衛，竹中重治有著許多關於軍功的浪漫事蹟，事實上絕大多數為後人創作，已知可信的史書、史料對於竹中半兵衛著墨極少。

## 經歷

### 早年
天文13年（1544年）、出生於美濃国大野郡大御堂城（岐阜県揖斐郡大野町）。永禄元年（1558年），與當時擔任不破郡岩手城主的父親，一同擊敗岩手彈正守忠誠，並於永禄2年（1559年）著手修建菩提山城並移居該城。

### 齋藤家時代
竹中重治元服後，與美濃三人眾之一的岩村城城主安藤守就之女（法名得月院）成親，1562年父親去世，重治繼承竹中家的家督之位及菩提山城，擁有約三萬石高土地，侍奉美濃國大名齋藤龍興。早前美濃國發生齋藤道三及齋藤義龍父子相爭，竹中重元因支持道三而失勢，作為重元之子的重治雖然憑藉岳父安藤守就的關係重歸齋藤家的行列，卻不受信任，遭到冷落。
齋藤家自齋藤義龍時代，即屢屢遭受來自尾張國織田信長的侵攻，永禄4年（1561年）7月美濃再度遭受織田的侵攻，齋藤方採用竹中重治「十面埋伏陣」獨特的伏兵戰術，擊破織田方的攻勢。永禄6年（1563年）竹中重治再度擊退織田軍的攻勢（新加納之戰，一說為日根野弘）。
永禄7年（1564年）2月，據傳竹中重治為了勸戒耽於酒色的主家齋藤龍興，命令當時在稻葉山城作為人質的弟弟久作（竹中重矩）裝病，隻身帶領16名隨從入城探病，然後智取以難攻不落見稱的稻葉山城，後來又將城還於龍興，震驚天下。據説，當時竹中重治和安藤守就與日根野備中守弘就及「美濃三人眾」之一的氏家直元不和(因三人眾不能理解重治的用心，另有一說是出於嫉妒)，導致尾張的織田信長有機可乘，所以才會發動取城行動。取城當夜，重治命令各家臣手持兩支火把。齋藤軍在夜色中誤以爲織田家的大軍入侵，城内居民和士兵大舉逃散。重治趁勢闖入稻葉山城，很快就到龍興所住的御殿裏面見龍興，後來龍興逃往他城，在重治還城後才重新入城。重治還城後將家督之位讓予弟弟久作，隱居栗原山。曾一度以客將身分，接受淺井家的3000貫(相當15,000石高)俸祿，約一年後於舊領岩手再度隱居。

### 齋藤家滅亡後
齋藤家滅亡後，竹中重治受聘淺井家以維持生計，後來由羽柴秀吉勸說改侍信長，依照竹中重門所著的「豊鑑」記載、信長接受秀吉的要求、同意竹中重治與牧村利貞、丸毛兼利共同擔任秀吉的與力。
信長包圍網期間，竹中重治利用自己原先在淺井家的人脈關係，協助進行各項調略活動。包括元亀元年（1570年）淺井方長亭軒城及長比城的策反（『淺井三代記』）。姉川之戰後被任命為羽柴秀吉寄騎(傳說是因為重治和信長關係不良，但也有別一說，信長認為把重治放在秀吉麾下，比安置在自己身邊更能發揮對外拓展的才能，未必是因為關係差，可以確定的是竹中從來都不是秀吉直臣)，在秀吉麾下東征西討，而與另一參謀黑田孝高並稱為「兩兵衛」。豐臣秀吉之弟豐臣秀長、部將蜂須賀正勝及前野長康等皆視半兵衛爲師，在軍中享有極高的聲譽。
豐臣秀吉被任命爲進攻中國地方山陽道的總大將後，竹中重治作爲參謀從軍，天正6年（1578年）、宇喜多氏位於備前的八幡山城，經由竹中重治的調略而陷落，更獲得信長的讚賞。秀吉的另一位幕僚黑田官兵衛（黑田孝高）銜命前往有岡城勸服荒木村重時，遭荒木村重軟禁，一時間誤傳官兵衛倒向荒木方，信長盛怒下，要求秀吉將官兵衛之子（松壽丸，後來的黑田長政）處死，所幸竹中重治以替身瞞過信長，更加深竹中與黑田家的友誼。

### 逝世

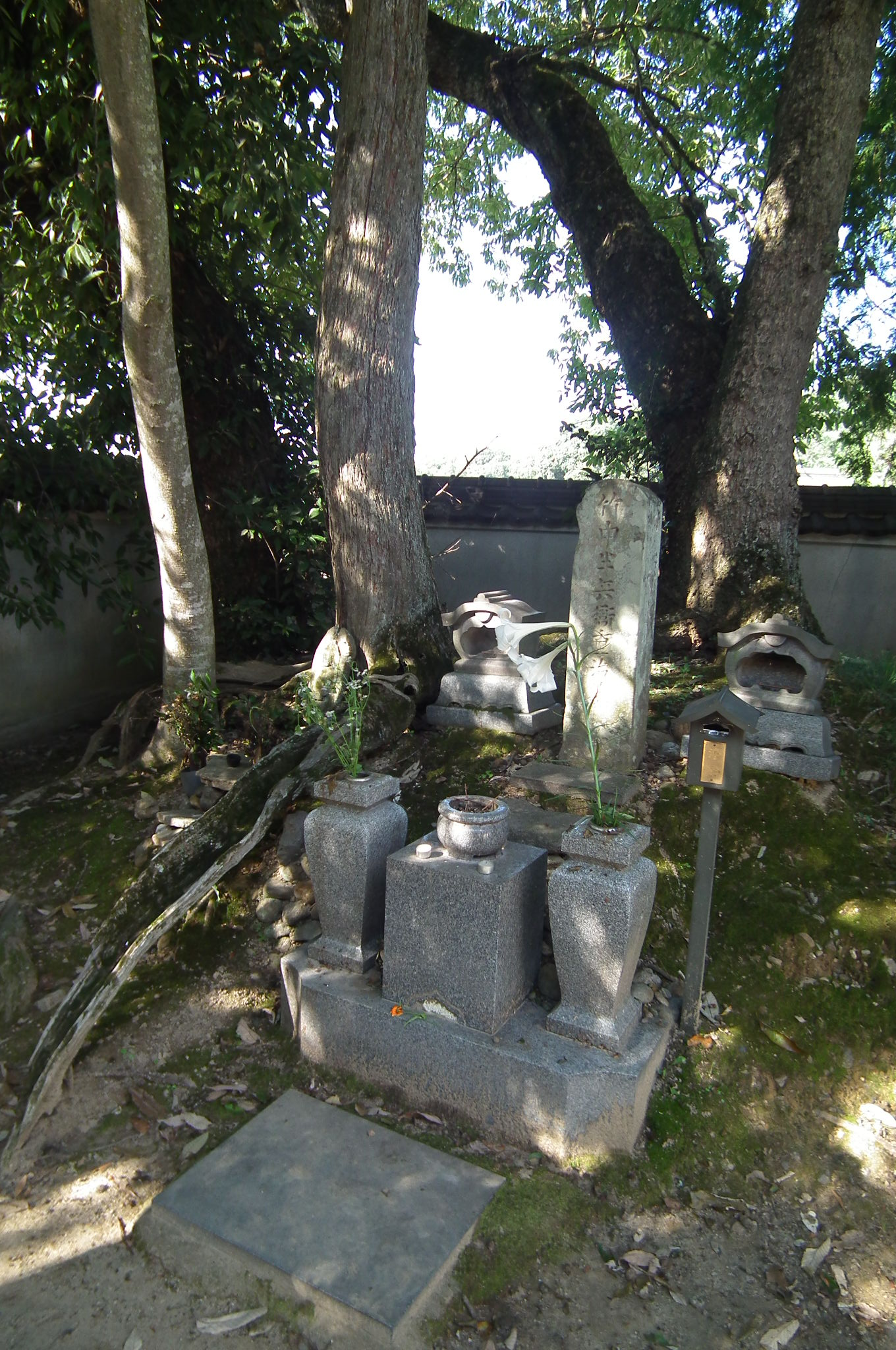
竹中重治之墓，位於日本兵庫縣三木市

天正7年（1579年）4月，在討伐播磨國三木城的别所長治叛亂中病情惡化。竹中重治拒绝秀吉勸其回到京都療養的請求，堅持留在平井山前線，並留下“戰死沙場乃武士本色”的遺言後辭世，享年36歲，其死因推測應為肺結核或是肺炎。

## 軼聞

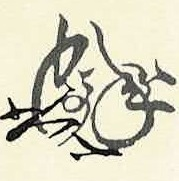
竹中重治1579年（天正7年）所用的花押「千年」，代表重治一生和平的理想，與織田信長的「麟」花押想法相似。

重治自童年時代起就體弱多病，一度被認為是沒出息的人。太閤記與常山紀談均記載：其容顏，貌似女子。，隨軍出征時，往往靜靜地騎馬，與一般武將不同，形象有如漢高祖劉邦之張良。
由於容貌極像婦人，常常遭受主君齋藤龍興與家臣的嘲弄、龍興的寵臣齋藤飛騨守更將竹中重治的臉繪於櫓上，並朝畫像小便。數日後，飛騨守擔任龍興居室的宿衛，重治發動計奪稲葉山城的舉動，並襲殺飛騨守以為報復。
長篠之戰時，武田勢的一部向左側移動，有攻擊左翼的趨勢。秀吉由於軍隊人數眾多，變陣不易而顯得焦燥，重治進言這是武田軍佯動的計謀，應堅守陣地不動。秀吉未能聽勸，領軍前往迎撃。重治則堅決留在原陣地，後來果然武田軍又回攻原先陣地，幸賴重治堅持到秀吉回軍救援。
「兩兵衛」之一的黑田孝高曾帶著秀吉所賜的「兄弟的誓紙」去見重治，重治立刻將誓紙燒掉，並勸戒孝高「你與秀吉殿下為主從，不是兄弟，誓紙的事請盡快忘記」。在孝高出使叛將荒木村重居城卻反被囚禁時，信長懷疑遲遲未歸的孝高已經叛逃，遂命令重治殺掉孝高的嫡長子松壽丸（黑田長政），重治表面答應，實際上私藏長政免遭毒手，因而贏得孝高父子的尊敬與感激，但也觸怒後來知情的信長，此時的竹中已病入膏肓且遠在中國參與毛利遠征而來不及治罪，一連串的藏子風波也隨著竹中病逝與證實孝高清白後煙消雲散。
在《武邊咄聞錄》記載重治對兒子重門講解軍事故事時，重門急著從座位起來，重治聽說重門以小便為由而怒言「即使尿出來了，都不能在軍談時候起來。竹中之子若被人說到在聽軍談時污染了座敷的話，竹中家的面目何在？」
重治病逝後，黑田家也因感激竹中重治的恩德持續保持與竹中家的良好關係，重治嫡長子竹中重門的元服儀式由黑田孝高擔任烏帽子親(成年禮中行冠禮之人)，到江戶時期兩家關係仍然友好親密。

## 登場作品
小說
- 軍師竹中半兵衛（角川書店、笹澤左保著）
- 軍師 竹中半兵衛（PHP研究所、八尋舜右（日语：八尋舜右）著）
- 竹中半兵衛－讓秀吉獲取天下人的軍師（PHP研究所、八尋舜右著）
- 鬼骨之人（角川書店、津本陽（日语：津本陽）著）
- 士、感意氣―小說・竹中半兵衛（春陽堂書店、郡順史（日语：郡順史）著）
- 相別－半兵衛與秀吉（東洋出版、谷口純著）
- 竹中半兵衛―厚望秀吉奪得天下的名補佐役（幻冬舍、三宅孝太郎（日语：三宅孝太郎）著）
- 風－竹中半兵衛（學研、高橋和島（日语：高橋和島）著）
- 天下大亂 竹中半兵衛的奇襲（學研、津野田幸作著）
- 深龍軍師傳－竹中半兵衛戰記（學研、竹中亮著）
- 竹中半兵衛與黑田官兵衛 讓秀吉獲取天下人的軍師（PHP研究所、嶋津義忠（日语：嶋津義忠）著）
- 转生竹中半兵卫！和一起转生的不知名武将一起在战国乱世活下去（双叶社、青山有著）

影視劇
- 出世太閤記（1938年、日活、演：香川良介）
- 德川家康（1964年、NET、演：原保美）
- 太閤記（日语：太閤記 (NHK大河ドラマ)）（1965年、NHK大河劇、演：福田善之）
- 青春太閤記（日语：青春太閤記 いまにみておれ!）（1970年、NTV、演：御木本伸介）
- 國盜物語（日语：国盗り物語 (NHK大河ドラマ)）（1973年、NHK大河劇、演：米倉齊加年（日语：米倉斉加年））
- 新書太閤記（日语：新書太閤記#新書太閤記（NETテレビ））（1973年、NET、演：田村正和）
- 黃金的日子（日语：黄金の日日）（1978年、NHK大河劇、演：梅野泰靖）
- 豐臣秀吉 獲取天下！（日语：豊臣秀吉 天下を獲る!）（1995年、TX、演：柄本明）
- 秀吉（1996年、NHK大河劇、演：古谷一行）
- 太閤記 被喚為猴子的男人（日语：太閤記 サルと呼ばれた男）（2003年、CX、演：小日向文世）
- 功名十字路（2006年、NHK大河劇、演：筒井道隆）
- 太閤記 獲取天下的男人・秀吉（日语：太閤記〜天下を獲った男・秀吉）（2006年、EX、演：天宮良）
- 寧寧：女太閤記（2009年、TX、演：山崎銀之丞）
- 戰國疾風傳 二人軍師（日语：戦国疾風伝 二人の軍師 秀吉に天下を獲らせた男たち）（2011年、TX、演：山本耕史）
- 軍師官兵衛 （2014年、NHK大河劇、演：谷原章介）
- 信長協奏曲（2014年、CX、演：藤木直人）
- 新・信長公記～同班同學是戰國武將～（2022年、NTV、演：柳俊太郎（日语：栁俊太郎））

遊戲
- Crash Fever
- 怪物彈珠
- 戰國BASARA系列（配音：石田彰）
- 戰國無雙系列&無雙OROCHI系列（配音：庄司宇芽香）
- 戰刻夜想曲（配音：逢坂良太）

舞台
- 燃風～軍師・竹中半兵衛～（2017年、寶塚星組公演、演：七海弘希）

## 外部連結
- 武家家傳 竹中氏 （页面存档备份，存于）